# Cordulia
Genre
Cordulia est un genre de libellules de la famille des Corduliidae (sous-ordre des Anisoptères dans l'ordre des Odonates).

## Caractéristiques
Les libellules du genre Cordulia ont les ailes transparentes sans aucune tache. Leur corps est généralement d'un brun foncé avec des reflets métalliques verts. Le thorax est poilu dans son ensemble et l'abdomen est glabre et luisant.

## Liste des espèces
Selon BioLib (25 janvier 2025) et Catalogue of Life (25 janvier 2025) : 
- Cordulia aenea (Linnaeus, 1758)
- Cordulia shurtleffii Scudder, 1866